# Гошен (Јута)
Гошен (енгл. Goshen) град је у америчкој савезној држави Јута.

## Демографија
По попису из 2010. године број становника је 921, што је 47 (5,4%) становника више него 2000. године.
| Група             | 2000.       | 2010.       |
| Белци             | 787 (90,0%) | 788 (85,6%) |
| Афроамериканци    | 0 (0,0%)    | 5 (0,5%)    |
| Азијати           | 0 (0,0%)    | 0 (0,0%)    |
| Хиспаноамериканци | 73 (8,4%)   | 123 (13,4%) |
| Укупно            | 874         | 921         |